# Parafia św. Stefana w Dömös
Parafia św. Stefana w Dömös – parafia rzymskokatolicka, administracyjnie należąca do archidiecezji ostrzyhomsko-budapeszteńskiej, znajdująca się w dekanacie Esztergom. 